# Fritz Lehmann
Pour les articles homonymes, voir Lehmann.
Fritz Lehmann (Mannheim, 17 mai 1904 – Munich, 30 mars 1956) est un célèbre chef d'orchestre allemand, dont la carrière a été interrompue par sa mort prématurée, à l'âge de 51 ans. Son répertoire s'étend de la période baroque jusqu'aux œuvres contemporaines, tant au concert et qu'à l'opéra. Il a été l'un des premiers défenseurs de l'interprétation sur instruments d'époque et a fondé le Berliner Motettenchor. Il est connu aujourd'hui par ses enregistrements.

## Biographie
Fritz Ludwig Lehmann naît à Mannheim, fils d'un père musicien, organiste et chef de chœur. Il étudie à la Hochschule für Musik de 1918 à 1921 et dans les Universités de Heidelberg et de Göttingen. Il fait ses débuts professionnels en tant que pianiste, dès 1918.
Il dirige à Göttingen (1923–1927), d'abord comme chef de chœur et plus tard en tant que chef d'orchestre du Théâtre municipal. À Essen, il est à la tête des classes pour l'opéra et l'orchestre à la Folkwangschule. Il dirige également à Hildesheim et Hanovre jusqu'en 1938. En 1934, il devint chef du festival Haendel de Göttingen, où il dirige le 19 juin 1938, la première production moderne de Tolomeo, opéra de Haendel. Il démissionne après un conflit avec les autorités nazis en 1944.
Lehmann est Generalmusikdirektor à Bad Pyrmont (1934–1938) et Wuppertal (1938–1947). Il retourne au festival de Göttingen en 1946 et s'y produit jusqu'en 1953. Le 29 juin 1947, il dirige la première production moderne de Teseo de Handel.
Il enregistre six cantates de Jean-Sébastien Bach, dirigeant le Berliner Motettenchor, chœur mixte de jeunes, fondé par Günther Arndt en 1949, avec le Philharmonique de Berlin et des solistes, dont Helmut Krebs et Dietrich Fischer-Dieskau, également apparu dans son enregistrement de 1949 de la Passion selon Saint Matthieu pour Les Discophiles Français, en tant qu'Évangéliste et Vox Christi (voix du Christ)
En octobre 1952, il enregistre les 12 Concerti Grossi, opus 6, de Georg Friedrich Händel avec le Bamberger Symphoniker (Archiv Produktion).
À partir de 1953, il enseigne à la Hochschule für Musik de Munich. Il développe une carrière active en tant que chef d'orchestre invité dans divers pays d'Europe, en Argentine, et a dirigé le Symphonique de Bamberg lors d'une tournée en Espagne.
À Munich, lors de l'entracte d'une représentation où il dirigeait la Passion selon Saint Matthieu, le vendredi saint du 30 mars 1956, Lehmann s'est effondré succombant à une crise cardiaque, âgé de 51 ans. Un autre chef prenant la direction pour la seconde partie et le public n'étant pas informé de la mort de Lehmann avant la fin de l'exécution. Lehmann avait commencé à enregistrer l'Oratorio de Noël de Bach, avec le Berliner Motettenchor et le RIAS Kammerchor, l'orchestre Philharmonique de Berlin et des solistes Gunthild Weber, Sieglinde Wagner, Helmut Krebs et Heinz Rehfuss en 1955. Resté inachevé à sa mort, Günther Arndt a dirigé les parties 5 et 6 en 1956.

## Enregistrements
Fritz Lehmann laisse des enregistrements de :
- Bach : 
  - Cantates BWV 1, 4, 19, 21, 39, 56, 79, 82, 105, 170, 189
  - Messe en si mineur
  - Passion selon saint Matthieu - Elfride Trötschel, Diana Eustrati, Helmut Krebs, Dietrich Fischer-Dieskau et Friedrich Hertel (avril 1949)
  - Passion selon saint Jean
  - Oratorio de Noël
- Brahms, Un Requiem Allemand
- Corelli, Concerto Grosso n° 1 (1951, DG)
- George Frideric Handel, HWV348-350 Water Music et HWV351 Fireworks Music avec le Berliner Philharmoniker (1952/53) Archiv Produktion 457 758-2
- Joseph Haydn (DG 18397)
  - Symphonie n° 45, fa-dièse mineur
- Humperdinck, Hänsel und Gretel - Rita Streich et la Philharmonique de Munich (1953, DG 435 471 2)
- Korngold, Die tote Stadt - Karl Friedrich, Maud Cunitz, Benno Kusche ; Orchestre de la radio bavaroise (septembre 1952)
- Mozart :
  - Concerto pour piano en ré majeur, « du couronnement », K. 537 - Orchestre philharmonique de Berlin ; Carl Seemann, piano (1953, DG)
  - Rondo en ré majeur, K. 382 - Orchestre symphonique de Bamberg, Carl Seemann, piano (1952, DG)
- Schubert, Musique pour Rosamunde et Die Zauberharfe (1952‑1953, DG)